# Edensbacher Mösle
Das Gebiet Edensbacher Mösle ist ein mit Verordnung vom 23. August 1937, damals noch als Bannwald, ausgewiesenes Naturschutzgebiet (NSG-Nummer 4.002) im Nordosten der baden-württembergischen Gemeinde Waldburg im Landkreis Ravensburg in Deutschland.

## Lage und Beschreibung
Das 4,5 Hektar große Naturschutzgebiet befindet sich am Übergang der Naturräume Oberschwäbisches Hügelland und Westallgäuer Hügelelland. Es liegt etwa 1,7 Kilometer nordöstlich der Waldburger Ortsmitte auf einer Höhe von rund 695 m ü. NN, am östlichen Rand des Herrenholzes, einem Ausläufer des Altdorfer Waldes.

## Flora und Fauna

### Flora
Aus der schützenswerten Flora sind folgende Pflanzenarten (Auswahl) zu nennen:
- Bergkiefer (Pinus mugo)
- Breitblättriger Dornfarn (Dryopteris dilatata)
- Gewöhnliche Moosbeere (Vaccinium oxycoccos)
- Heidelbeere (Vaccinium myrtillus)
- Rosmarinheide (Andromeda polifolia), auch Polei-Gränke, Lavendelheide, Poleirosmarinheide und Sumpfrosmarin genannt
- Sprossender Bärlapp (Lycopodium annotinum), auch als Wald- oder Schlangen-Bärlapp bezeichnet
- Steifblättriges Frauenhaar (Polytrichum strictum)

### Fauna
Das Naturschutzgebiet ist Lebensraum für auf Hoch- und Zwischenmoore spezialisierter Libellen- und Tagfalterarten.